# Nature Reviews Cancer
Nature Reviews Cancer is een internationaal, aan collegiale toetsing onderworpen wetenschappelijk tijdschrift op het gebied van de oncologie. De naam wordt in literatuurverwijzingen meestal afgekort tot Nat. Rev. Canc. Het wordt uitgegeven door Nature Publishing Group en verschijnt maandelijks. Het is een van de meest geciteerde tijdschriften op het gebied van de oncologie.